# 昆斯敦 (馬里蘭州)
昆斯敦（英語：Queenstown）是一個位於美國馬里蘭州安妮女王縣的市鎮。

## 人口
根據2020年美國人口普查的數據，昆斯敦的面積為5.20平方千米，當中陸地面積為5.20平方千米，而水域面積為0.00平方千米。當地共有人口705人，而人口密度為每平方千米136人。